# N234 (België)
De N234 is een gewestweg in België van Boutersem naar Geldenaken. De N234 heeft 1 rijbaan met 2 rijstroken en heeft een totale lengte van ongeveer 20 kilometer.

## Traject
De N234 begint bij de N223 (Steenweg Aarschot-Tienen) ter hoogte van het kruispunt met de Helstraat in Binkom. De weg loopt langs kleine pittoreske Vlaamse dorpen en langs uitgestrekte velden. De weg eindigt ten zuiden van Bevekom aan het kruispunt met de N240 (Steenweg Graven-Hannuit).

## Plaatsen langs de N234
- Binkom
- Kerkom
- Boutersem
- Vertrijk
- Neervelp
- Opvelp
- Bevekom